# Atexcal
Atexcal es una localidad del estado mexicano de Puebla. Es cabecera del municipio de Atexcal.

## Demografía
| Censo | Población |
| ----- | --------- |
| 1900  | 1025      |
| 1910  | 881       |
| 1921  | 812       |
| 1930  | 857       |
| 1940  | 730       |
| 1950  | 648       |
| 1960  | 811       |
| 1970  | 749       |
| 1980  | 702       |
| 1990  | 786       |
| 1995  | 723       |
| 2000  | 855       |
| 2005  | 923       |
| 2010  | 957       |
| 2020  | 977       |